# 彼得里夫卡 (巴尔塔市镇)
47°53′43″N 29°35′1″E / 47.89528°N 29.58361°E
彼得里夫卡（烏克蘭語：Петрівка），是烏克蘭西南部敖德薩州波季利斯克區巴爾塔市鎮內的村落。距離巴爾塔6公里，始建於1796年，面積0.86平方公里，海拔高度203米，2001年人口52。